# Hapalla
Hapalla de vegades escrit Haballa, era un regne de la part occidental d'Anatòlia que existia cap a mitjans del segle xiv aC. Correspon a la clàssica Psídia. Estava habitat pels luvis, un antic poble indoeuropeu que parlava luvi, llengua emparentada amb la hitita. El regne d'Hapalla va existir almenys fins a finals del segle xiii aC, i potser fins i tot algunes dècades després. Va caure en mans dels pobles de la mar l'any 1180 aC. Va ser vassall dels hitites durant bona part d'aquest període.

## Història
Tudhalias II, el rei hitita, va ordenar al rei d'Arzawa i Zippasla, Madduwattas, d'aixafar la revolta d'Hapalla. Madduwattas ho va fer, i va derrotar el rei rebel, però va forçar a Hapalla a oferir-li lleialtat a ell mateix tant com al rei hitita. Això va ser circa el 1390 aC.
Hapalla tornava a estar revoltada vers el 1340 aC quan Subiluliuma I va enviar a un governador de nom Hanuttis a reconquerir el país, cosa que Hanuttis va aconseguir, cremant la capital i deportant els seus habitants. Al segle xiv Hapalla s'havia apoderat de la meitat del regne de Mira i Kuwaliya. Mashwiluwa va mantenir el control de l'altra meitat. Subiluliuma I no va tenir prou força per ajudar a Mashwiluya a recuperar el territori perdut.
Després de la victòria de Mursilis II sobre el rebel Uhha-Ziti, Hapalla va tenir per rei Targasnalli. Els reis de Mira i Kuwaliya, Hapalla i el riu Seha van signar un tractat reconeixent al regne hitita com a sobirà al mateix temps que es reconeixia la seva llibertat. Poc anys després, sota Muwatallis II, apareix un rei anomenat Ura-Hattusa que probablement era també rei d'Hapalla.
Urhi-Teshub va arribar al tron hitita sota el nom de Mursilis III, i immediatament va deposar alguns dels governadors dels antics estats d'Arzawa, va establir el govern directe i va anar a la zona per consolidar el seu poder. En la seva absència es va produir una rebel·lió i el centre i base del poder de Mursilis III va ser la regió d'Arzawa. Llavors governava el riu Seha, Masturi (probable fill i successor de Manapa-Tarhunta II), Walmu a Wilusa, i Piyama-Radu també per la zona, a Lazba (Lesbos) i zones d'Arzawa.
La regió va ser un ferm baluard hitita fins a l'atac dels pobles de mar cap a l'any 1200 aC que van atacar la regió i es va despoblar ja que els hitites la van abandonar. Probablement el regne va existir com a vassall hitita fins potser el 1185 aC.

## Reis
- Targasnallis, abans del 1300 aC
- Ura-Hattusa, després del 1300 aC